# Сарсел
 Тази статия е за града във Франция.  За окръга вижте Сарсел (окръг).  За кантона вижте Сарсел (кантон).
Сарсѐл (на френски: Sarcelles, [saʁ.sɛl]) е град в северна Франция, административен център на окръг Сарсел и кантон Сарсел в департамента Вал д'Оаз на регион Ил дьо Франс. Населението му е около 59 000 души (2017).
Разположен е на 75 метра надморска височина в Парижкия басейн, на 6 километра от десния бряг на Сена и на 15 километра северно от центъра на Париж. Селището е известно от Средновековието, когато е владение на близкото абатство „Сен Дени“, но се разраства бързо като предградие на Париж през 50-те и 60-те години на XX век, когато в Сарсел са изградени големи жилищни комплекси и там се установяват много френски бежанци от Алжир и евреи от цяла Северна Африка.

## Известни личности
Родени в Сарсел
- Дидие Доми (р. 1978), футболист
- Рияд Марез (р. 1991), футболист
- Едуар Пишон (1890 – 1940), психоаналитик